# Секс-экология
Секс-экология (также экосексуальность) — радикальная форма экологической активности, основанная на природном фетишизме, идее земли как возлюбленной. Движение призывает людей относиться к земле с любовью, а не рассматривать её как бесконечный ресурс для эксплуатации. Идея выдвинута Элизабет Стивенс и Энни Спринкл, которые называют себя «двумя влюблёнными экосексуальными художниками»[уточнить], чей манифест призывает сделать экологическую активность «более сексуальной, весёлой и разнообразной». Секс-экология использует абсурдный юмор, перформанс и секс-позитивность, которые, по словам Стивенс, «могут создать новые формы знаний, что сможет изменить будущее, давая нам преимущество для того, чтобы на Земле функционировало как можно больше разнообразных, нетронутых и процветающих экологических систем». "Супруги пропагандируют образование, мероприятия вроде симпозиума «Экосекс», а также защиту Аппалачей от удаления вершины горы.

## Отличие от экофеминизма
Секс экология воспринимает землю не как мать, а как любовницу. Эта концепция побуждает людей вовлекать свои тела и чувства в действия по сохранению окружающей среды.
В отличие от экофеминизма, секс-экология не видит неразрывной связи между женщиной и природой. Некоторые из ограничений экофеминизма, к которым косвенно обращается сексуальная экология, — это «зависимость от биологических функций женщин для установления связи между женщинами и природой, некритическое чрезмерное предпочтение женского опыта, неуместность определения идеальных женских характеристик и регрессивные политические последствия соотнесения женщин с природой». «Формулирование эко-сексуальной идентичности — это практика эротической экологии, деконструирующей гетеронормативные конструкции пола, сексуальности и природы, для того, чтобы постоянно дестабилизировать идентичности, активно формировать и удерживать пространства недостатка, которые требуют взаимозависимости и вовлекать проницаемое чувственное „я“ в вечную чувственную взаимность с чувственной и разумной средой, более человеческой. Это идентичность, идентифицируется желанием, а не стабильной сущностью или существом, и это стремление к более чем человеческой среде, в которой человеческий субъект чувственно неявен».

## Экосексуалы
Сторонники этого движения называются «экосексуалами»; они не боятся участвовать и воспринимать свой эротический опыт на земле, например, купание обнажённым, секс с овощами или оргазм в водопаде. Стивенс описывает экосексуалов как людей, которые «… связаны с киборгами и не боятся вступать в сношения с природой и / или с технологиями в этом отношении. Мы занимаемся любовью с Землей через наши чувства».
Экосексуалы варьируются от тех, кто использует сексуальную продукцию, которая не разрушает окружающую среду и любят быть обнаженными в природе, до тех, кто «перепачкавшись грязью катаются по земле, получая оргазм» и тех, кто «мастурбирует под водопадом». Спринкл и Стивенс организовали свадебные церемонии, где они и их коллеги-экосексуалы вступают в брак с землей, луной и другими природными объектами". Они также заявили, что, по их мнению, во всём мире насчитывается более 100 000 человек, которые идентифицируют себя как экосексуалов об использовании экологически чистых секс-продуктов под названием " Эко-секс: станьте экологичными в постели и сделайте вашу любовную жизнь устойчивой ". Она рассказывает о воздействии на окружающую среду и углеродном следе, который мы оставляем при использовании презервативов, масел и других секс-товаров. Общая цель книги состоит в том, чтобы повысить осведомлённость о воздействии современных продуктов секса на окружающую среду, одновременно предлагая более экологичные альтернативы.

## Человеческие / природные отношения
Секс-экология стремится обратить внимание на «то, как секс и сексуальность влияют на весь окружающий мир». Экосексуальность — это ориентация, направленная на природный материальный мир. В этом направлении экосексуальность делает смелое утверждение, что «человеческие существа являются частью природного материального мира». Разрыв между человеческими и природными сущностями необходим для демонстрации сексуальной экологии Спринкл и Стивенс.
На секс-экологию оказали влияние современные теории о постгуманизме и отношениях между людьми и другими живыми организмами.
«Работа Харауэй направляла мое понимание материальных последствий и теоретических основ, внедренных в человеке / нечеловеческих отношениях, которые являются матрицей нашего мира. Это помогло мне понять, как человеческая исключительность была построена и привилегирована на протяжении всей истории религии и науки, а также других светских практик в западной культуре. Человеческая исключительность в сотрудничестве с глобальным капитализмом создала изолированное пространство, необходимое для постоянной практики, которая привела к опасно ухудшенным условиям окружающей среды, в которых мы сейчас живем. Существуют системы убеждений и идеологии, которые позволяют некоторым людям думать, что они обладают дарвиновским навыком выживания и правами, которые сопровождают эти навыки, чтобы использовать или уничтожать других людей и других созданий в настоящее время вызывают некую деградацию окружающей среды, которая рано или поздно повлияет на всю систему».

## Перфомансы и мастер-классы
«Проекты Love Art Lab направлены на то, чтобы вселить надежду, создать противоядие от страха и действовать как призыв к действию». Это пример из работы двух основателей движения, Спринкл и Стивенс, в качестве исследования того, как стать «влюбленными в землю». Перфомансы можно заказать в частном порядке, связавшись с ними, и они должны быть демонстративными, информативными и «радикальными».
Спринкл и Стивенс провели множество «свадеб на земле» по всему миру, чтобы разрушить барьер между человеческой сексуальностью и природой. В их число входят такие перфомансы как: «Свадьба на грязи», «Свадьба на озере Каллавеси», «Свадьба на угле», «Свадьба на скалах», «Свадьба на снегу», «Свадьба на Луне», «Свадьба на Аппалачи», «Свадьба на Земле» и «Свадьба на море», на свидание. Согласно Спринкл, цель состоит в том, чтобы "… перенести метафору с «Земли как Матери» на «Землю как Любовницу».
В 2010 году Спринкл и Стивенс провели в женском театре Космос в Вене спектакль «25 способов заняться любовью с землей» («Театральная пьеса»), который включал в себя беседы, песни, танцы и поглаживание природных объектов. Представления являются образовательными, а также служат саморекламой их движения.
Эстетические стратегии сексуальной экологии находятся под влиянием концепции социальной скульптуры Джозефа Бойса, согласно которой искусство может изменять общество.
«… производство визуального искусства может повлиять на производство невидимых идеологических и классовых отношений. По мнению Джозефа Бойса, скульптура и художественное творчество способны изменить образовательные и государственные учреждения, которые производят идеологические, а также социальные, политические и экономические системы. Искусство, утверждает Бойс, является необходимым условием для создания революционного общества, поскольку оно может как разрушить старый порядок, так и привлечь всех к производству нового общественного порядка».
Экосексуалы провели ряд образовательных семинаров. Они занимаются локальным активизмом, таким как «Occupy Bernal», а так же провели протесты против удаления вершины горы, как показано в фильме «Прощай, Гоули-Маунтин: история любви об экосексуальности».

### Прощай, Гоули-Маунтин: история экосексуальной любви(фильм)
Прощай, Голи Маунтин: история экосексуальной любви (2013) — это автоэтнографический документальный фильм Элизабет Стивенс с Энни Спринкл об экологической проблеме удаления вершины горы в Западной Вирджинии, США. Уроженка Западной Вирджинии Стивенс возвращается в дом своего детства, чтобы создать фильм, включающий в себя автобиографию, краткую историю угольной промышленности, перечень стратегий активистов, эко-сексуальный мини-манифест и пример перформанса Стивенс и Спринкл. Стивенс представляет сообщество, борющееся с фактом, что разрушение горной вершины обеспечивает местную экономику. Эта статья исследует негативные последствия удаления горной вершины, как визуальные, так и экологические, и завершается исследованием экосексуальности, за которым следует свадебная церемония, на которой Стивенс и Спринкл «женились» на горе. "Экосексуальность добавляет "эротический « юмор, который играет против ужасающего предмета. До сих пор отзывы, которые я получала на предварительных просмотрах фильмов, заставляют меня понять, что это эффективные стратегии для создания пространства, позволяющие на короткое время избавиться от чувства отчаяния, которое вызывает разрушение вершины Аппалачей».